# 大崎站

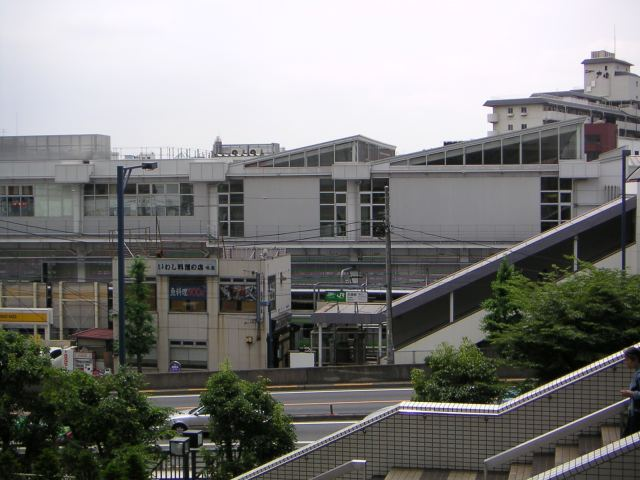
東口（2005年6月）

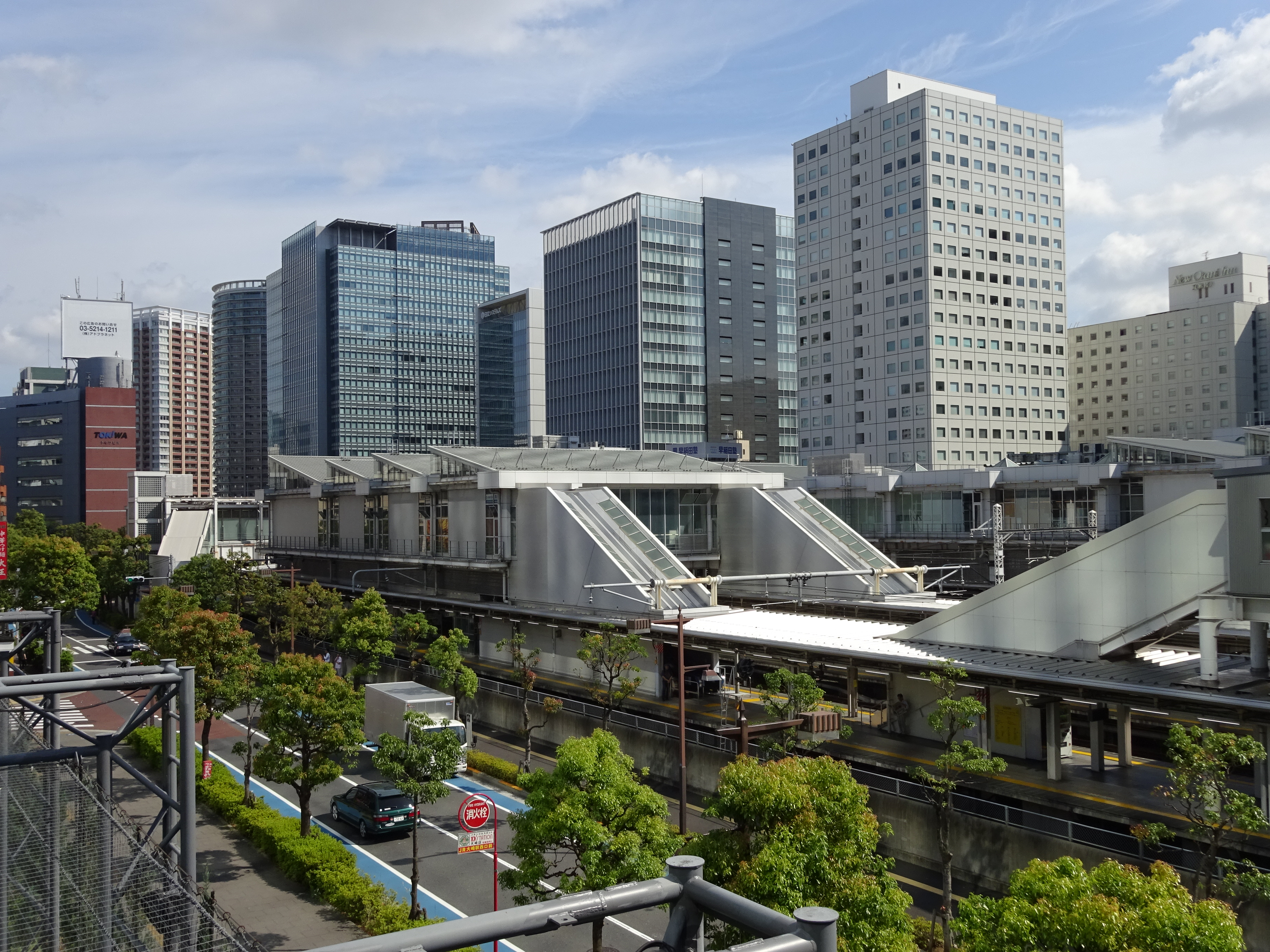
西口（2016年6月）

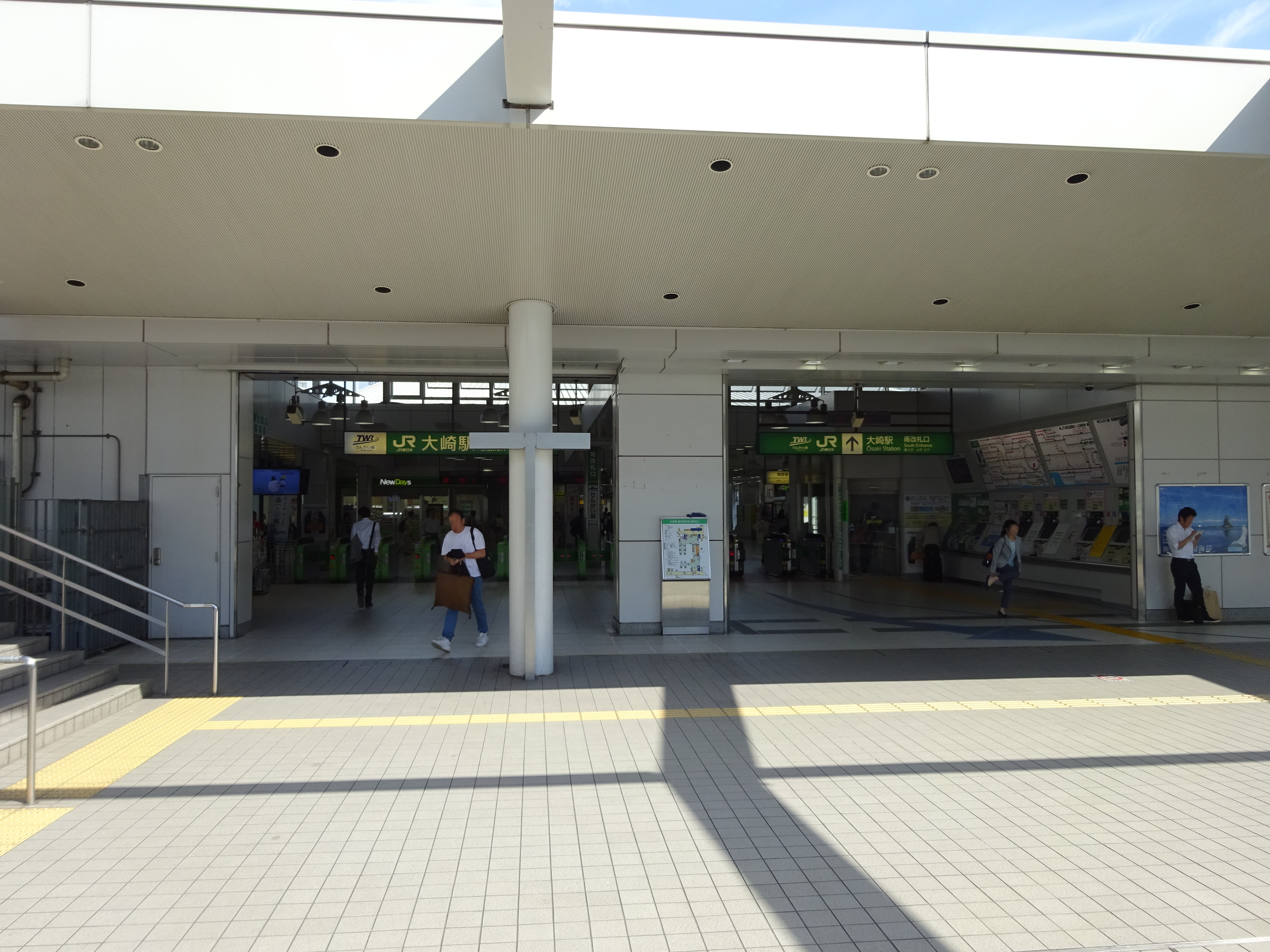
南口（2016年6月）

大崎站（日语：／ Ōsaki eki */?）位於日本東京都品川區大崎一丁目，是東日本旅客鐵道（JR東日本）、東京臨海高速鐵道（TWR）的鐵路車站。JR東日本與TWR共用車站，是共同使用站。

## 停站路線
此站有JR東日本的各線（後述）與東京臨海高速鐵道的臨海線停靠。臨海線以此站為終點。JR東日本車站的3字母簡寫為「OSK」，臨海線車站的車站編號為「R 08」。
JR東日本路線的軌道名稱為山手線（詳情參見各路線條目與「鐵道路線的名稱」）。不過，與東海道本線支線（通稱「品鶴線」）接續的大崎支線及舊蛇窪信號場、舊目黑川信號場都視作此站範圍。停靠本站的運行系統有以下3個系統。
- 山手線：行駛電車線的環狀路線山手線列車 - 車站編號「JY 24」
- 埼京線：行駛新宿站方向的山手貨物線。與臨海線互相直通運行 - 車站編號「JA 08」
- 湘南新宿線：山手貨物線與品鶴線武藏小杉站方向直通運行 - 車站編號「JS 17」

依據特定都區市內制度，本站屬於「東京都區內」與「東京山手線內」。

## 历史
- 1901年（明治34年）2月25日－日本鐵道品川線大崎站開業。初期只有一座島式月台。
- 1902年（明治35年）10月15日－開辦貨運服務。
- 1906年（明治39年）11月1日－日本鐵道國有化，成為日本國鐵的車站。
- 1909年（明治42年）10月21日－日本國鐵重編路線，本站成為山手線車站。
- 1945年（昭和20年）5月24日－太平洋戰爭末期遭美軍空襲，月台全毀。
- 1965年（昭和40年）7月－與目黑川信號場（日语：目黒川信号場）及蛇窪信號場整合。
- 1966年（昭和41年）－站房改建，改採跨站式站房設計。同時山手線增加一座島式月台，成為現時使用的月台配置。
- 1980年（昭和55年）10月1日－停辦貨運服務。
- 1987年（昭和62年）4月1日－國鐵分割民營化，本站由JR東日本接手管理。
- 1996年（平成8年）3月16日－埼京線路段延長至惠比壽站。由於該站無法折返，因此以本站為折返處。
- 2001年（平成13年）11月18日－智能卡系統Suica正式投入服務。
- 2002年（平成14年）12月1日－臨海線延伸至本站[3]。同時埼京線路段延長至本站，並與臨海線相互直通運行。而湘南新宿線則增停本站。為了應付增加的乘客量，JR東日本拓寬了車站大堂及增設南剪票口。原剪票口則稱為北剪票口。
- 2010年（平成22年）11月－南連絡通道拓寬工程動工。
- 2022年（令和4年）3月14日-特急「湘南號列車」開始停靠本站。

## 車站構造
本站是配置有4座島式月台共8條路線的地面車站，月台間以跨站式站房連接。由於相互直通運轉的關係，JR東日本、東京臨海高速鐵道共用站房、付費區、月台、停靠線路。
站內標示雖然是採用JR東日本樣式，但是這些設備財產是由JR、東京臨海高速鐵道共有。兩社的財產以5 - 8號線中間為界線。東京臨海高速鐵道臨海線與JR大崎支線在站內設有終點標。
JR東日本通常透過架空電車線供給電力。為了避免JR無法供電，臨海線亦設有供電電線，因此可以維持獨立運轉。車站管理由JR東日本處理，全部停靠線也由JR東日本（東京圈輸送管理系統）管理，站員由JR東日本（東京支社）社員擔任。

### 通道
本站有兩處剪票口，分別為五反田側的北檢票口、品川側的南檢票口，兩付費區之間為「Dila大崎」。品川側付費區有電扶梯連結JR山手線月台，由於月台狹小，電扶梯寬度只能容納一人。北檢票口的出口有東口與西口，南檢票口的出口有新東口與新西口，東口及新東口可通往Gate City大崎，新西口可通往ThinkPark。

### 設備
自動精算機可進行臨海線乘車券的精算。兩公司雖然有獨立的自動售票機，但臨海線售票機可購入JR東日本線乘車券。乘車券是採用JR東日本 (JR E) 的花紋。
JR東日本的綠色窗口可購入本站起訖的臨海線普通乘車券、來回乘車券、定期乘車券等。

### 月台配置
| 月台 | 路線       | 方向 | 目的地                       | 備註                       |
| ---- | ---------- | ---- | ---------------------------- | -------------------------- |
| 1、2 | 山手線     | 內環 | 品川、東京、上野方向         | 2号月台为出入库列车        |
| 3、4 | 山手線     | 外環 | 澀谷、新宿、池袋方向         | 4号月台为出入库列车        |
| 5    | 湘南新宿線 | 南行 | 橫濱、大船、小田原、逗子方向 |                            |
| 5    | 相铁线直通 | 下行 | 羽泽横滨国大、海老名方向     |                            |
| 5    | 臨海線     | 上行 | 東京電訊、新木場方向         | 主要以JR埼京線直通列车为主 |
| 6、7 | 埼京線     | 北行 | 新宿、池袋、赤羽、大宮方向   | 6號月台只停部分列车        |
| 6、7 | 臨海線     | 上行 | 東京電訊、新木場方向         | 主要於此站折返             |
| 8    | 臨海線     | 上行 | 東京電訊、新木場方向         | 部分列车                   |
| 8    | 埼京線     | 北行 | 新宿、池袋、赤羽、大宮方向   |                            |
| 8    | 湘南新宿線 | 北行 | 大宮、宇都宮、高崎方向       |                            |

（來源：JR東日本:車站構內圖（页面存档备份，存于））
- 山手線
  - 電車的維護由鄰接的JR東日本東京綜合車輛中心負責。因此山手線電車有以本站起訖的班次。
  - 主要使用1、3號線。2、4號線由進出東京綜合車輛中心的電車使用。2012年12月22日起，1、3號線啟用可動式月台門[6]。2号，4号月台由于仅出入库列车使用，不会安装站台门。
  - 環狀運轉列車在本站變更列車編號。
- 臨海線
  - 線內折返（往新木場方向）列車從6、7號線發車。
- 湘南新宿線
  - 湘南新宿線往北列車會在本站進行種別變更。高崎線直通快速列車從本站開始為各站停車，因此本站以北改成「普通」。在大宮 - 小山站間為快速運行的宇都宮線直通普通列車，從本站以北改為「快速」。
  - 湘南新宿線通常使用5、8號線，6、7號線是埼京線、臨海線專用，但從配線上、有效長度上，湘南新宿線也可停靠6、7號線，可在班表嚴重誤點時供湘南新宿線使用。（另外当湘南新宿线需要在本站折返时，使用7，8号月台）

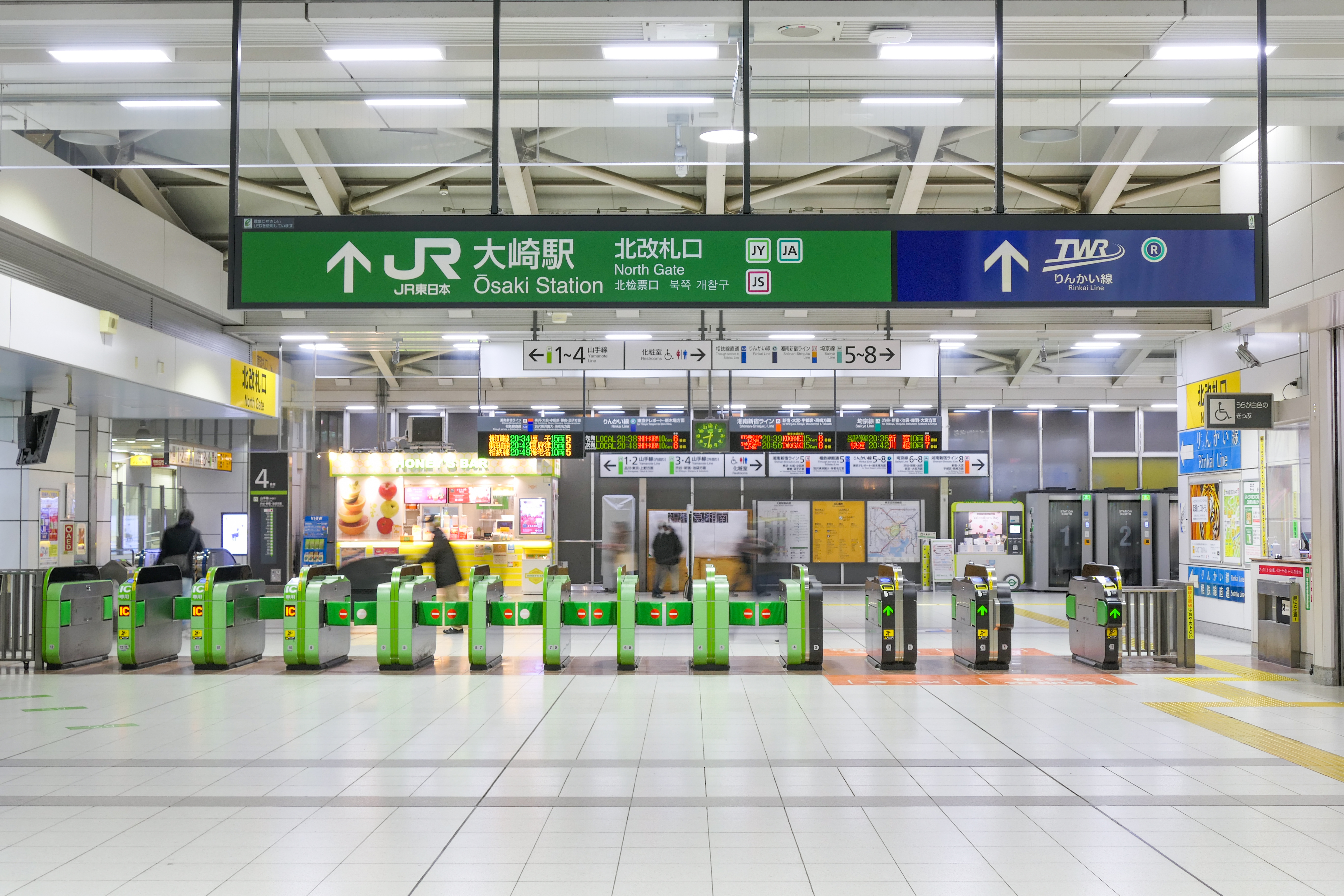
北驗票口（2022年1月）
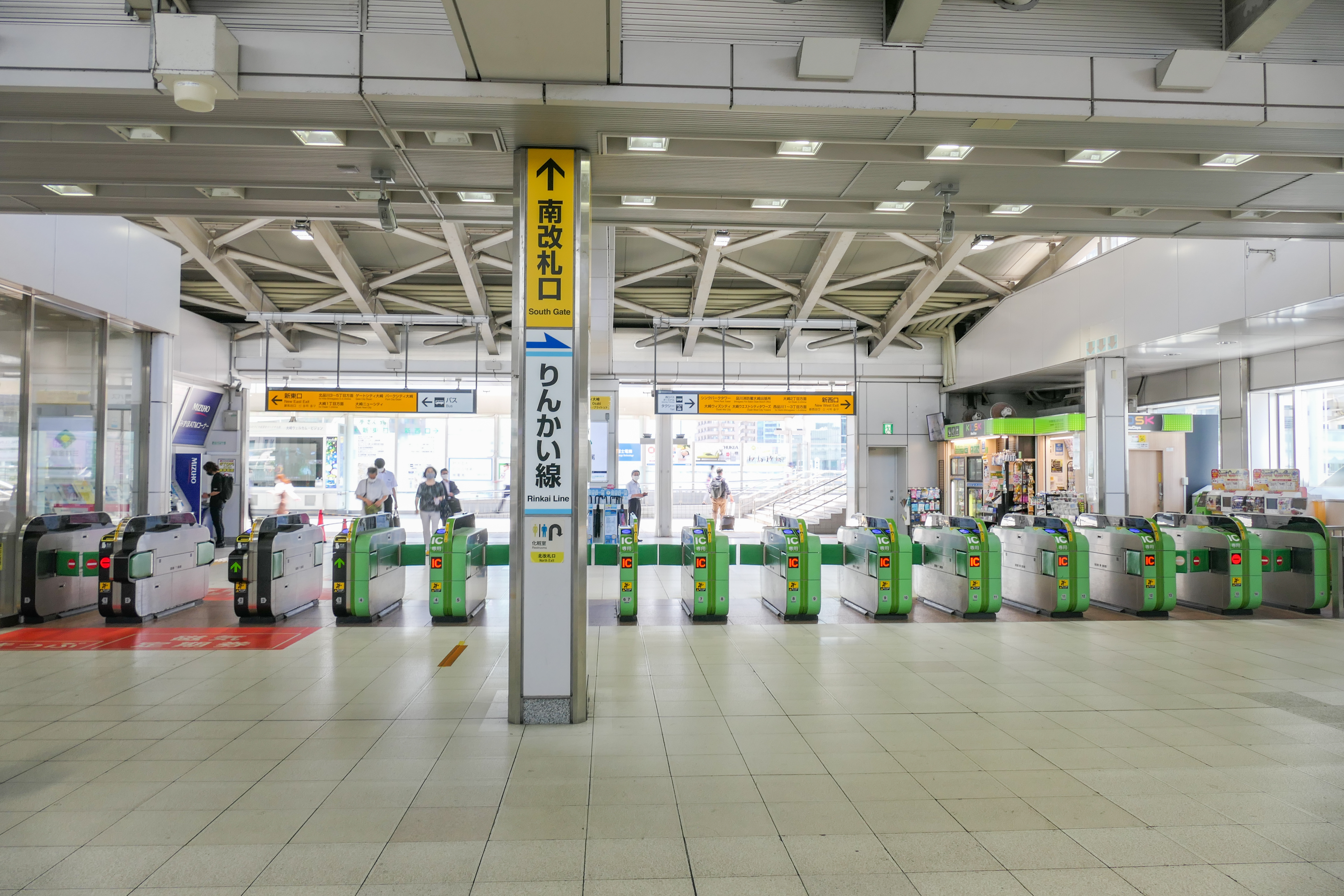
南驗票口（2022年6月）
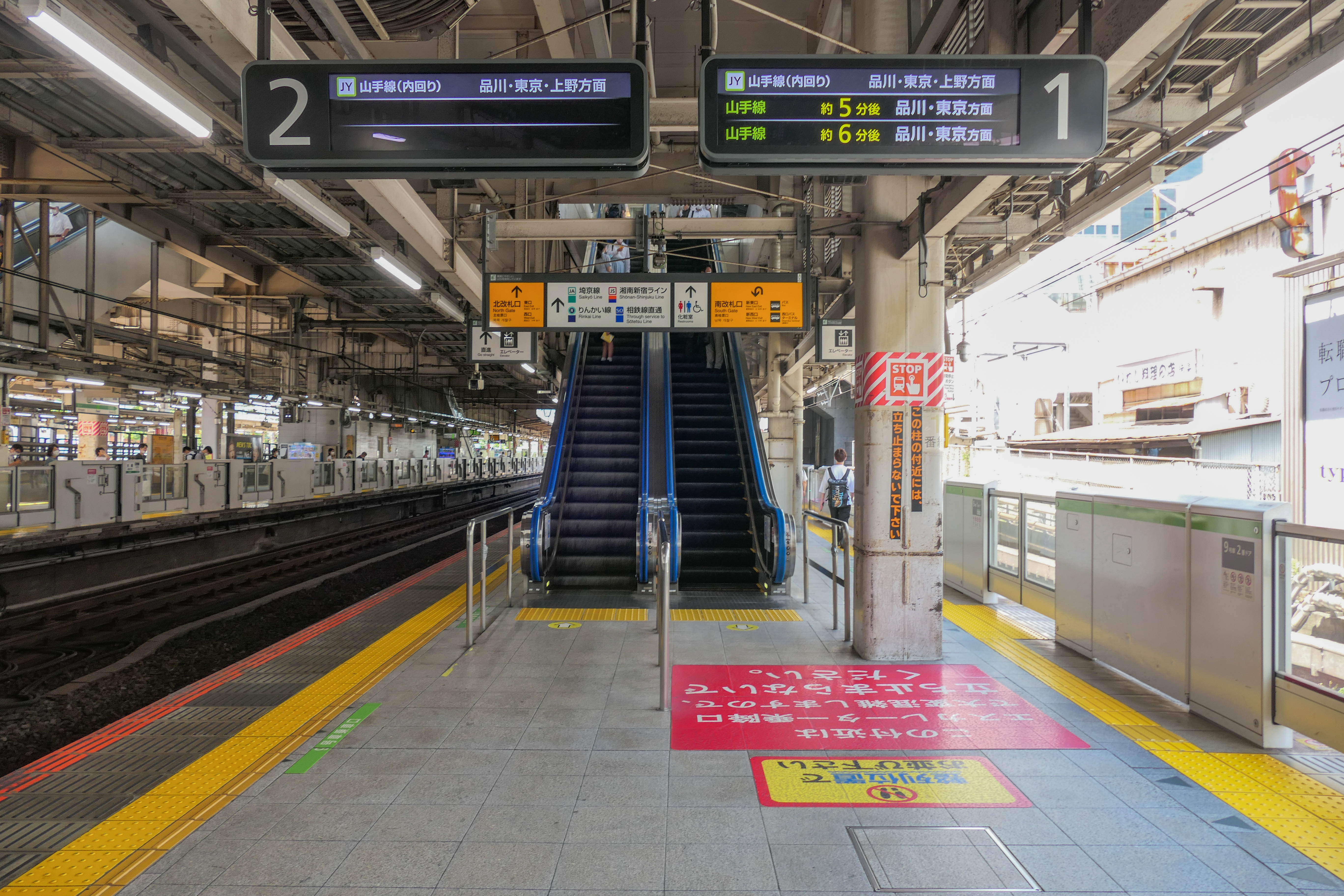
山手線1號與2號月台（2022年6月）
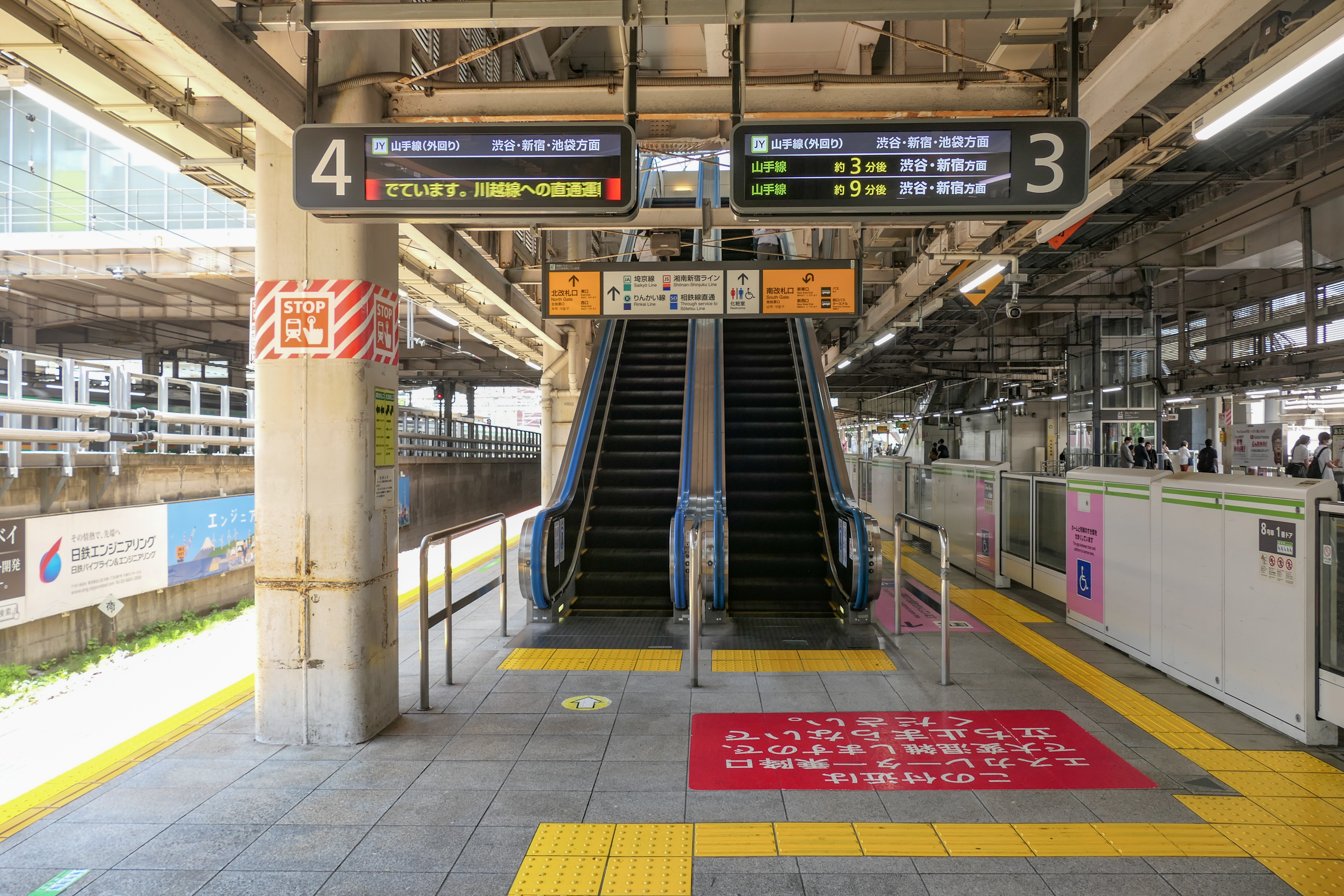
山手線3號與4號月台（2022年6月）
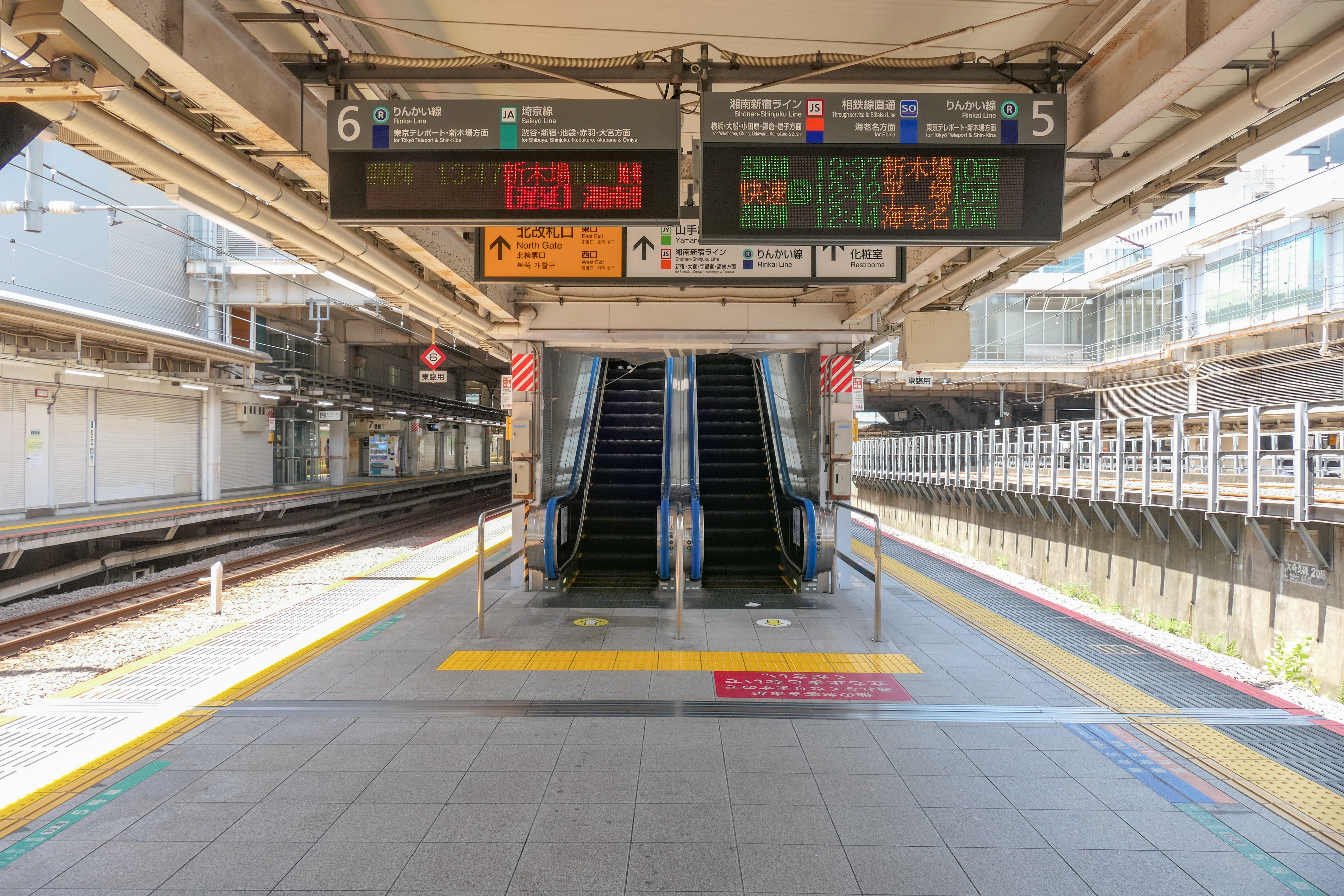
臨海線5號與埼京線6號月台（2022年6月）
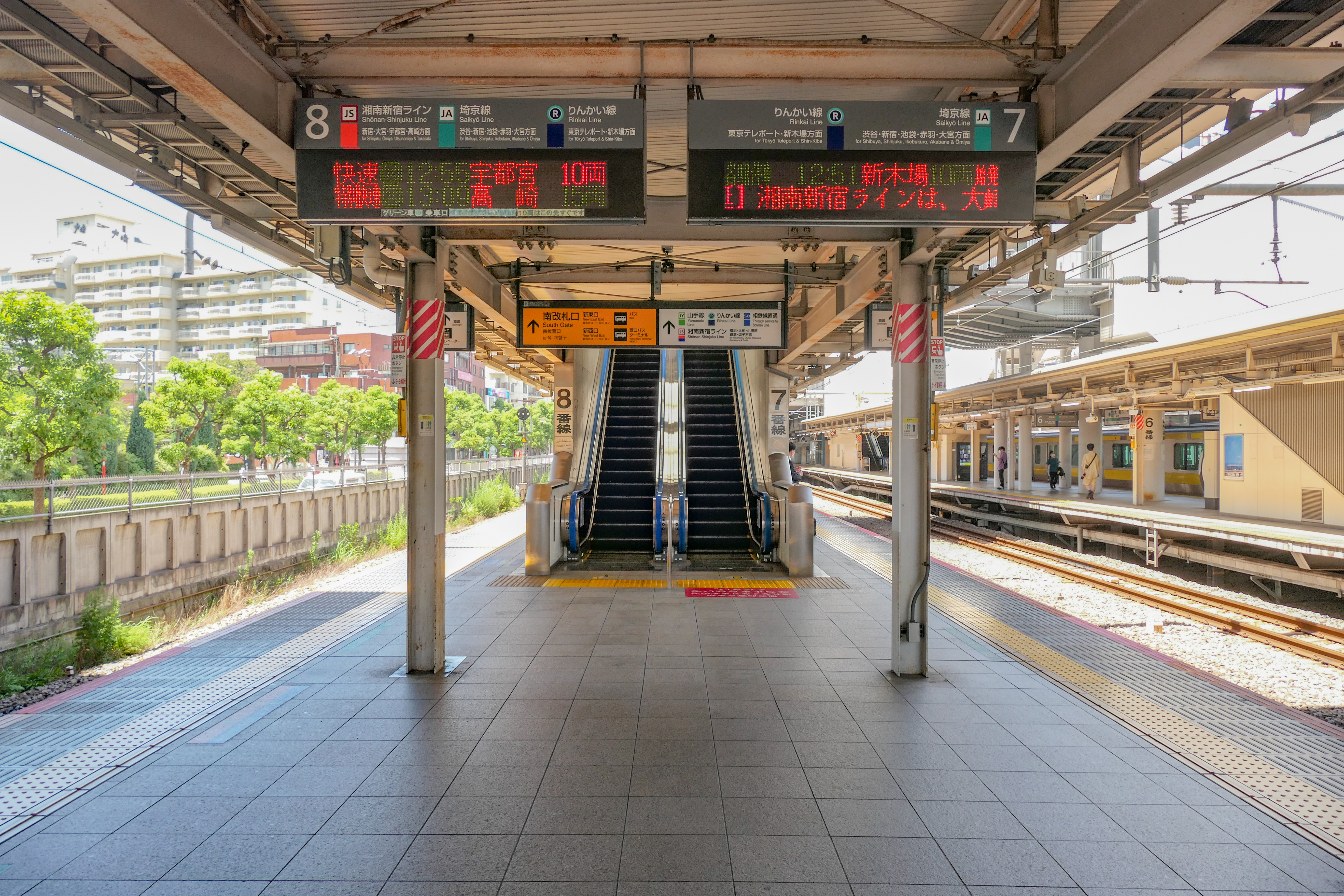
臨海線7號與埼京線8號月台（2022年6月）

### 發車音樂
| 1 | JY          | 遊園地のある駅                                   |
| 2 | JY          | 海の駅                                           |
| 3 | JY          | 教会の見える駅                                   |
| 4 | JY          | SF10-38（整理番号）                              |
| 5 | JS · R      | 瞬く街並みV1                                     |
| 6 | JA · R      | ホリデイV1                                       |
| 7 | JA · R      | 春待ち風V2                                       |
| 8 | JA · JS · R | 小川のせせらぎV2（山手線渋谷駅と同じバージョン） |

### 路線配線圖
- JR山手貨物線往品川方向的是本線，往舊蛇窪號誌站方向的是大崎支線。山手貨物線本線在本站沒有月台。
2002年12月1日，在大崎支線設置了5 - 8號月台供JR湘南新宿線、JR埼京線和TWR臨海線使用。
- 湘南新宿線（大崎支線）在舊蛇窪號誌站和横須賀線（品鶴線）匯合，然而號誌站以北是西大井→大崎方向列車與品川→西大井方向交會處，無法同時通行。為了解決此問題，正計劃在靠近本站的位置建造一條聯絡線以立體化[7]。
- 往返新宿的成田特快行駛山手貨物線通過本站後在目黑川號誌站（日语：目黒川信号場）轉至横須賀線（品鶴線）。

## 利用狀況
- JR東日本 - 2019年度1日平均上車人次為177,095人[利用客数 1]。
該公司內次於上野站排行第14位。在埼京線與臨海線通車以前只有JR山手線停靠，上車人次有約5萬人左右。不過隨著本站兩線通車（延長）與湘南新宿線增停，加上車站周邊再開發，上車人次急速增長。（本站是JR东日本各大主要车站中使用人数增长速度最快的车站）
- 東京臨海高速鐵道 - 2017年度1日平均上車人次為63,766人[利用客数 2]。
臨海線內8個車站當中排行第1位。

各年度1日平均上車人次如下表。

### 各年度1日平均上車人次（1900年代 - 1930年代）
各年度1日平均上車人次推移如下表。
| 年度               | 日本鐵道/ 國鐵 | 來源              |
| ------------------ | -------------- | ----------------- |
| 1900年（明治33年） | [ 備考 1 ]     | [ 東京府統計 1 ]  |
| 1901年（明治34年） | 109            | [ 東京府統計 2 ]  |
| 1902年（明治35年） | 142            | [ 東京府統計 3 ]  |
| 1903年（明治36年） | 173            | [ 東京府統計 4 ]  |
| 1904年（明治37年） | 116            | [ 東京府統計 5 ]  |
| 1905年（明治38年） | 111            | [ 東京府統計 6 ]  |
| 1907年（明治40年） | 202            | [ 東京府統計 7 ]  |
| 1908年（明治41年） | 280            | [ 東京府統計 8 ]  |
| 1909年（明治42年） | 366            | [ 東京府統計 9 ]  |
| 1911年（明治44年） | 848            | [ 東京府統計 10 ] |
| 1912年（大正元年） | 854            | [ 東京府統計 11 ] |
| 1913年（大正02年） | 1,137          | [ 東京府統計 12 ] |
| 1914年（大正03年） | 1,396          | [ 東京府統計 13 ] |
| 1915年（大正04年） | 1,257          | [ 東京府統計 14 ] |
| 1916年（大正05年） | 1,745          | [ 東京府統計 15 ] |
| 1919年（大正08年） | 3,554          | [ 東京府統計 16 ] |
| 1920年（大正09年） | 4,380          | [ 東京府統計 17 ] |
| 1922年（大正11年） | 6,438          | [ 東京府統計 18 ] |
| 1923年（大正12年） | 8,852          | [ 東京府統計 19 ] |
| 1924年（大正13年） | 11,277         | [ 東京府統計 20 ] |
| 1925年（大正14年） | 11,682         | [ 東京府統計 21 ] |
| 1926年（昭和元年） | 12,272         | [ 東京府統計 22 ] |
| 1927年（昭和02年） | 12,504         | [ 東京府統計 23 ] |
| 1928年（昭和03年） | 12,378         | [ 東京府統計 24 ] |
| 1929年（昭和04年） | 12,285         | [ 東京府統計 25 ] |
| 1930年（昭和05年） | 11,112         | [ 東京府統計 26 ] |
| 1931年（昭和06年） | 10,163         | [ 東京府統計 27 ] |
| 1932年（昭和07年） | 9,827          | [ 東京府統計 28 ] |
| 1933年（昭和08年） | 10,102         | [ 東京府統計 29 ] |
| 1934年（昭和09年） | 10,292         | [ 東京府統計 30 ] |
| 1935年（昭和10年） | 10,638         | [ 東京府統計 31 ] |

### 各年度1日平均上車人次（1953年 - 2000年）
| 年度               | 國鐵/ JR東日本 | 來源              |
| ------------------ | -------------- | ----------------- |
| 1953年（昭和28年） | 17,100         | [ 東京都統計 1 ]  |
| 1954年（昭和29年） | 18,285         | [ 東京都統計 2 ]  |
| 1955年（昭和30年） | 18,494         | [ 東京都統計 3 ]  |
| 1956年（昭和31年） | 19,543         | [ 東京都統計 4 ]  |
| 1957年（昭和32年） | 21,731         | [ 東京都統計 5 ]  |
| 1958年（昭和33年） | 22,480         | [ 東京都統計 6 ]  |
| 1959年（昭和34年） | 24,506         | [ 東京都統計 7 ]  |
| 1960年（昭和35年） | 26,459         | [ 東京都統計 8 ]  |
| 1961年（昭和36年） | 27,361         | [ 東京都統計 9 ]  |
| 1962年（昭和37年） | 28,560         | [ 東京都統計 10 ] |
| 1963年（昭和38年） | 29,542         | [ 東京都統計 11 ] |
| 1964年（昭和39年） | 29,869         | [ 東京都統計 12 ] |
| 1965年（昭和40年） | 29,779         | [ 東京都統計 13 ] |
| 1966年（昭和41年） | 29,865         | [ 東京都統計 14 ] |
| 1967年（昭和42年） | 30,149         | [ 東京都統計 15 ] |
| 1968年（昭和43年） | 30,291         | [ 東京都統計 16 ] |
| 1969年（昭和44年） | 28,907         | [ 東京都統計 17 ] |
| 1970年（昭和45年） | 28,904         | [ 東京都統計 18 ] |
| 1971年（昭和46年） | 27,361         | [ 東京都統計 19 ] |
| 1972年（昭和47年） | 27,567         | [ 東京都統計 20 ] |
| 1973年（昭和48年） | 27,184         | [ 東京都統計 21 ] |
| 1974年（昭和49年） | 26,740         | [ 東京都統計 22 ] |
| 1975年（昭和50年） | 25,893         | [ 東京都統計 23 ] |
| 1976年（昭和51年） | 26,912         | [ 東京都統計 24 ] |
| 1977年（昭和52年） | 25,995         | [ 東京都統計 25 ] |
| 1978年（昭和53年） | 25,575         | [ 東京都統計 26 ] |
| 1979年（昭和54年） | 26,030         | [ 東京都統計 27 ] |
| 1980年（昭和55年） | 25,934         | [ 東京都統計 28 ] |
| 1981年（昭和56年） | 27,104         | [ 東京都統計 29 ] |
| 1982年（昭和57年） | 26,532         | [ 東京都統計 30 ] |
| 1983年（昭和58年） | 26,115         | [ 東京都統計 31 ] |
| 1984年（昭和59年） | 26,427         | [ 東京都統計 32 ] |
| 1985年（昭和60年） | 25,882         | [ 東京都統計 33 ] |
| 1986年（昭和61年） | 27,553         | [ 東京都統計 34 ] |
| 1987年（昭和62年） | 32,150         | [ 東京都統計 35 ] |
| 1988年（昭和63年） | 34,516         | [ 東京都統計 36 ] |
| 1989年（平成元年） | 36,091         | [ 東京都統計 37 ] |
| 1990年（平成02年） | 39,130         | [ 東京都統計 38 ] |
| 1991年（平成03年） | 41,956         | [ 東京都統計 39 ] |
| 1992年（平成04年） | 42,915         | [ 東京都統計 40 ] |
| 1993年（平成05年） | 43,328         | [ 東京都統計 41 ] |
| 1994年（平成06年） | 44,189         | [ 東京都統計 42 ] |
| 1995年（平成07年） | 43,905         | [ 東京都統計 43 ] |
| 1996年（平成08年） | 44,789         | [ 東京都統計 44 ] |
| 1997年（平成09年） | 45,480         | [ 東京都統計 45 ] |
| 1998年（平成10年） | 47,545         | [ 東京都統計 46 ] |
| 1999年（平成11年） | 57,081         | [ 東京都統計 47 ] |
| 2000年（平成12年） | 57,101         | [ 東京都統計 48 ] |

### 各年度1日平均上車人次（2001年以後）
近年1日平均上車人次推移如下表。
| 年度               | JR東日本 | 東京臨海 高速鐵道 | 來源              |
| ------------------ | -------- | ----------------- | ----------------- |
| 2001年（平成13年） | 57,069   | 未開業            | [ 東京都統計 49 ] |
| 2002年（平成14年） | 61,462   | 18,661            | [ 東京都統計 50 ] |
| 2003年（平成15年） | 79,231   | 25,560            | [ 東京都統計 51 ] |
| 2004年（平成16年） | 84,180   | 29,268            | [ 東京都統計 52 ] |
| 2005年（平成17年） | 93,709   | 35,389            | [ 東京都統計 53 ] |
| 2006年（平成18年） | 101,941  | 40,099            | [ 東京都統計 54 ] |
| 2007年（平成19年） | 115,483  | 46,536            | [ 東京都統計 55 ] |
| 2008年（平成20年） | 123,918  | 49,718            | [ 東京都統計 56 ] |
| 2009年（平成21年） | 124,577  | 50,622            | [ 東京都統計 57 ] |
| 2010年（平成22年） | 126,436  | 50,653            | [ 東京都統計 58 ] |
| 2011年（平成23年） | 127,838  | 49,835            | [ 東京都統計 59 ] |
| 2012年（平成24年） | 138,811  | 55,666            | [ 東京都統計 60 ] |
| 2013年（平成25年） | 143,397  | 58,041            | [ 東京都統計 61 ] |
| 2014年（平成26年） | 145,672  | 60,467            | [ 東京都統計 62 ] |
| 2015年（平成27年） | 154,544  | 59,203            | [ 東京都統計 63 ] |
| 2016年（平成28年） | 160,820  | 61,340            | [ 東京都統計 64 ] |
| 2017年（平成29年） | 164,876  | 63,766            | [ 東京都統計 65 ] |
| 2018年（平成30年） | 173,136  | 65,415            | [ 東京都統計 66 ] |
| 2019年（令和元年） | 177,095  |                   |                   |

備註
1. ↑  1901年2月25日開業。
2. ↑  2002年12月1日開業。開業日起至2003年3月31日為止合計121日間集計數據。

## 車站周邊
車站周邊為臨海地區的工業區，有Sony等公司的工廠。
以前僅有山手線停靠，周邊是索尼與明電舍等公司的工廠地帶。東京都在1982年將此地指定為大崎副都心後，開始進行再開發，2002年12月埼京線、臨海線、湘南新宿線停靠本站後，加速了周邊的發展。
- 大崎NEW CITY（日语：大崎ニューシティ）
  - 大崎站前郵局
  - 東京新大谷客棧（日语：ホテルニューオータニイン東京）
- Gate City大崎（日语：ゲートシティ大崎）
  - Gate City大崎郵局
- Park City大崎（日语：パークシティ大崎）
- Oval Court大崎
- Art Village大崎
- 大崎中心大廈
- ThinkPark（日语：ThinkPark）
  - 東京大崎大和ROYNET飯店
- 大崎West City Towers（日语：大崎ウエストシティタワーズ）
- NBF大崎大下（日语：NBF大崎ビル）
- 大崎WIZ CITY
  - 大崎站西口郵局
- 品川區立大崎圖書館（日语：品川区立図書館）
- 大崎森林大廈
- 警視廳大崎警察署（日语：大崎警察署）
- 立正大學 - 山手通旁（西側）。
- 品川區立日野學園（日语：品川区立日野学園）
- 品川區立御殿山小學校（日语：品川区立御殿山小学校）

其中大崎NEW CITY、Gate City大崎、ThinkPark、NBF大崎大廈、大崎West City Towers、大崎WIZ CITY有行人空中走廊與車站直通。

### 公車路線
東急巴士停靠原來東口側的大崎站巴士站。品川區之後在西口側整備大崎站西口巴士總站，WILLER EXPRESS與東急巴士分別在2015年（平成27年）12月7日夜班與12月8日入駐。現有路線如下。山手線沒有都營巴士停靠的車站只有本站與代代木站，若包含地下鐵在內，本站是唯一沒有都營交通接駁的車站。

#### 大崎站（東口）
- 澀41：經由新馬場站、青物橫丁站、仙台坂 往大井町站（東急巴士）
- 澀41：經由大崎廣小路、不動前站入口、大鳥神社（日语：大鳥神社 (目黒区)）前、中目黑站 往澀谷站（東急巴士）
- 澀41：經由大崎廣小路、不動前站入口、大鳥神社前、目黑消防署 往清水（東急巴士）

#### 大崎站西口巴士總站

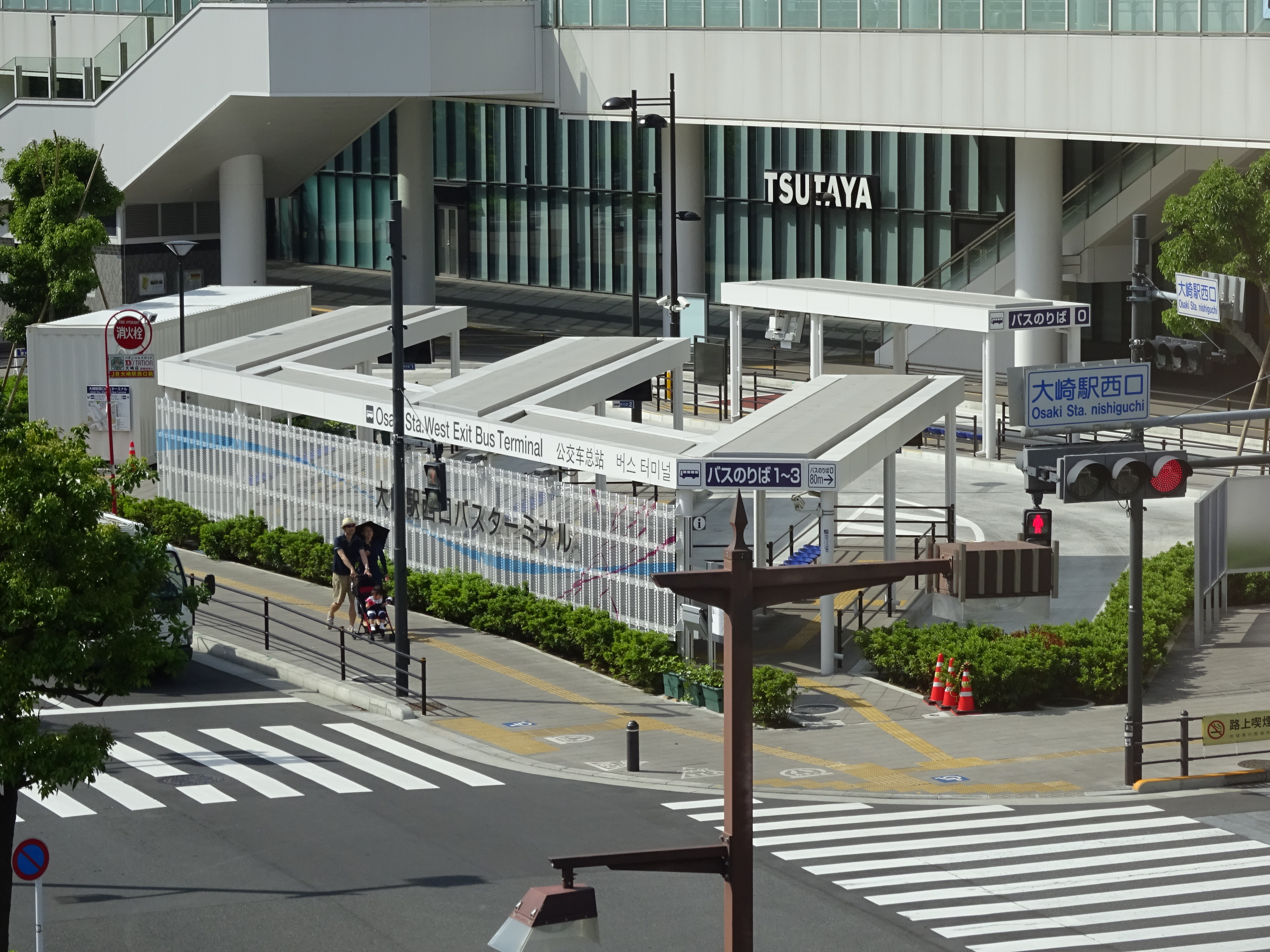
大崎站西口巴士總站（2016年6月）

西口巴士總站由一般社團法人大崎地區管理負責營運。面積約1392平方公尺，乘車處分為0 - 3號。品川區與營運團體規劃今後增加往盛岡、青森、秋田、富山、金澤、鳥取、島根、廣島等地的路線。2016年10月31日起，開此營運前往成田機場、芝山町的成田Shuttle。
0號乘車處
- 澀41：經由大崎廣小路、不動前站入口、大鳥神社前、中目黑站 往澀谷站]（東急巴士）
- 澀41：經由大崎廣小路、不動前站入口、大鳥神社前、目黑消防署 往清水]（東急巴士）

1 - 3號乘車處
- 【夜行】往WILLER巴士總站大阪梅田、神戶三宮（高架商店街前、PMPT大樓）（WILLER EXPRESS）
- 【夜行】往京都站（Hotel Centnovum Kyoto）、WILLER巴士總站大阪梅田、堺站西口（大阪狹山交通）
- 【夜行】往WILLER巴士總站大阪梅田、OCAT（日语：大阪シティ・エア・ターミナル）（WILLER EXPRESS）
- 【昼行】往WILLER巴士總站大阪梅田（WILLER EXPRESS）
- 【夜行】往名古屋南笹島演奏廳（WILLER EXPRESS）
- 【夜行】往ACT CITY濱松（日语：アクトシティ浜松）、名古屋南笹島演奏廳（WILLER EXPRESS）
- 【夜行】往福島站西口、仙台站西口（WILLER EXPRESS）
- 【日行】往仙台站西口（WILLER EXPRESS）
- 【夜行】FLORA號：往秋田站東口、秋田長崎屋巴士總站（小田急城市巴士、秋田中央交通）※季節運行
- 【夜行】往長岡站大手口、新潟站南口、新潟古町（日语：NEXT21 (新潟市)）、新潟港（萬代島）、新潟港（山之下埠頭）（WILLER EXPRESS）
- 【夜行】往新潟站南口、新潟港（萬代島）（WILLER EXPRESS）
- 【日行】往新潟站南口、新潟古町（WILLER EXPRESS）
- 【日行】往長岡站大手口、新潟站南口、新潟古町（WILLER EXPRESS）
- 【夜行】往長野小島田、長野站東口（WILLER EXPRESS）
- 【夜行】往富山站北口、富山縣水墨美術館前（日语：富山県水墨美術館）、金澤站西口（Bay Line Express）
- 成田Shuttle：往成田機場、芝山町役場（WILLER EXPRESS、京成巴士、千葉交通）
- 機場接駁巴士：往羽田機場（東急TRANSSÉS（日语：東急トランセ）、京濱急行巴士）
- 【夜行】Dream Sleaper（日语：ドリームスリーパー）：往福山站、廣島站新幹線口、中筋站（中國巴士（日语：中国バス））

## 其他
- 搭乘湘南新宿線經過本站與西大井站間時，其車資以經品川站的路徑計算。
- 每年一次（大略在體育之日前後），本站發出一班沿山手線一周的團體專用臨時列車「夢棧橋號」[12]。
- 2013年8月，配合Comic Market84舉行，站內廣播改由VOCALOID「蒼姫ラピス」播送，並有吉祥物「大崎一番太郎（日语：大崎一番太郎）」在車站活動。

## 相鄰車站
東日本旅客鐵道、 東京臨海高速鐵道
 山手線
品川（JY 25）－大崎（JY 24）－五反田（JY 23）
 湘南新宿線
■特別快速（東海道線－高崎線直通）
武藏小杉（JS 15）－（舊蛇窪信號場）－大崎（JS 17）－澀谷（JS 19）
■快速（東海道線－高崎線直通）
武藏小杉（JS 15）－（舊蛇窪信號場）－大崎（JS 17）－惠比壽（JS 18）
■快速（橫須賀線－宇都宮線直通、西大井方向視作「普通」）、■普通
西大井（JS 16）－（舊蛇窪信號場）－大崎（JS 17）－惠比壽（JS 18）
 埼京線、 臨海線
■通勤快速、■快速、■各站停車
大井町（臨海線，R 07）－大崎（JA 08）－惠比壽（埼京線，JA 09）

### 使用人數
JR、私鐵1日平均使用人數
1. ↑  各駅の乗車人員 （页面存档备份，存于） - JR東日本
2. ↑  .   [2017-11-10]. （原始内容存档于2017-12-21）.

JR東日本1999年度以後的上車人次
1. ↑  各駅の乗車人員（1999年度） （页面存档备份，存于） - JR東日本
2. ↑  各駅の乗車人員（2000年度） （页面存档备份，存于） - JR東日本
3. ↑  各駅の乗車人員（2001年度） （页面存档备份，存于） - JR東日本
4. ↑  各駅の乗車人員（2002年度） （页面存档备份，存于） - JR東日本
5. ↑  各駅の乗車人員（2003年度） （页面存档备份，存于） - JR東日本
6. ↑  各駅の乗車人員（2004年度） （页面存档备份，存于） - JR東日本
7. ↑  各駅の乗車人員（2005年度） （页面存档备份，存于） - JR東日本
8. ↑  各駅の乗車人員（2006年度） （页面存档备份，存于） - JR東日本
9. ↑  各駅の乗車人員（2007年度） （页面存档备份，存于） - JR東日本
10. ↑  各駅の乗車人員（2008年度） （页面存档备份，存于） - JR東日本
11. ↑  各駅の乗車人員（2009年度） （页面存档备份，存于） - JR東日本
12. ↑  各駅の乗車人員（2010年度） （页面存档备份，存于） - JR東日本
13. ↑  各駅の乗車人員（2011年度） （页面存档备份，存于） - JR東日本
14. ↑  各駅の乗車人員（2012年度） （页面存档备份，存于） - JR東日本
15. ↑  各駅の乗車人員（2013年度） （页面存档备份，存于） - JR東日本
16. ↑  各駅の乗車人員（2014年度） （页面存档备份，存于） - JR東日本
17. ↑  各駅の乗車人員（2015年度） （页面存档备份，存于） - JR東日本
18. ↑  各駅の乗車人員（2016年度） （页面存档备份，存于） - JR東日本
19. ↑  各駅の乗車人員（2017年度） （页面存档备份，存于） - JR東日本
20. ↑  各駅の乗車人員（2018年度） （页面存档备份，存于） - JR東日本
21. ↑  各駅の乗車人員（2019年度） （页面存档备份，存于） - JR東日本

JR、私鐵統計資料
1. ↑  東京都統計年鑑 （页面存档备份，存于） - 東京都
2. ↑  品川区の統計 （页面存档备份，存于） - 品川区

東京府統計書
1. ↑  .   [2020-07-27]. （原始内容存档于2020-08-20）.
2. ↑  .   [2020-07-27]. （原始内容存档于2020-08-20）.
3. ↑  .   [2020-07-27]. （原始内容存档于2020-08-20）.
4. ↑  .   [2020-07-27]. （原始内容存档于2020-08-20）.
5. ↑  .   [2020-07-27]. （原始内容存档于2020-08-20）.
6. ↑  .   [2020-07-27]. （原始内容存档于2020-08-20）.
7. ↑  .   [2020-07-27]. （原始内容存档于2020-08-20）.
8. ↑  .   [2020-07-27]. （原始内容存档于2020-08-20）.
9. ↑  .   [2020-07-27]. （原始内容存档于2020-07-29）.
10. ↑  .   [2020-07-27]. （原始内容存档于2020-07-29）.
11. ↑  .   [2020-07-27]. （原始内容存档于2020-06-07）.
12. ↑  .   [2020-07-27]. （原始内容存档于2020-06-16）.
13. ↑  .   [2020-07-27]. （原始内容存档于2020-07-29）.
14. ↑  .   [2020-07-27]. （原始内容存档于2020-06-16）.
15. ↑  .   [2020-07-27]. （原始内容存档于2020-07-29）.
16. ↑  .   [2020-07-27]. （原始内容存档于2020-06-07）.
17. ↑  .   [2020-07-27]. （原始内容存档于2020-06-07）.
18. ↑  .   [2020-07-27]. （原始内容存档于2020-07-29）.
19. ↑  .   [2020-07-27]. （原始内容存档于2020-07-29）.
20. ↑  .   [2020-07-27]. （原始内容存档于2020-07-29）.
21. ↑  .   [2020-07-27]. （原始内容存档于2020-07-29）.
22. ↑  .   [2020-07-27]. （原始内容存档于2020-07-29）.
23. ↑  .   [2020-07-27]. （原始内容存档于2020-07-29）.
24. ↑  .   [2020-07-27]. （原始内容存档于2020-07-29）.
25. ↑  .   [2020-07-27]. （原始内容存档于2020-07-29）.
26. ↑  .   [2020-07-27]. （原始内容存档于2020-07-29）.
27. ↑  .   [2020-07-27]. （原始内容存档于2020-07-29）.
28. ↑  .   [2020-07-27]. （原始内容存档于2020-07-29）.
29. ↑  .   [2020-07-27]. （原始内容存档于2020-07-29）.
30. ↑  .   [2020-07-27]. （原始内容存档于2020-07-29）.
31. ↑  .   [2020-07-27]. （原始内容存档于2020-07-29）.

東京都統計年鑑
1. ↑  昭和28年PDF - 13ページ
2. ↑  昭和29年PDF - 10ページ
3. ↑  昭和30年PDF - 10ページ
4. ↑  昭和31年PDF - 10ページ
5. ↑  昭和32年PDF - 10ページ
6. ↑  昭和33年PDF - 10ページ
7. ↑  .   [2020-07-27]. （原始内容存档于2016-03-05）.
8. ↑  .   [2020-07-27]. （原始内容存档于2016-03-05）.
9. ↑  .   [2020-07-27]. （原始内容存档于2015-06-29）.
10. ↑  .   [2020-07-27]. （原始内容存档于2015-06-29）.
11. ↑  .   [2020-07-27]. （原始内容存档于2015-06-29）.
12. ↑  .   [2020-07-27]. （原始内容存档于2015-06-29）.
13. ↑  .   [2020-07-27]. （原始内容存档于2016-03-05）.
14. ↑  .   [2020-07-27]. （原始内容存档于2016-03-05）.
15. ↑  .   [2020-07-27]. （原始内容存档于2016-03-05）.
16. ↑  .   [2020-07-27]. （原始内容存档于2016-03-05）.
17. ↑  .   [2020-07-27]. （原始内容存档于2016-03-05）.
18. ↑  .   [2020-07-27]. （原始内容存档于2016-03-05）.
19. ↑  .   [2020-07-27]. （原始内容存档于2015-06-29）.
20. ↑  .   [2020-07-27]. （原始内容存档于2015-06-29）.
21. ↑  .   [2020-07-27]. （原始内容存档于2015-06-29）.
22. ↑  .   [2020-07-27]. （原始内容存档于2016-03-05）.
23. ↑  .   [2020-07-27]. （原始内容存档于2016-06-02）.
24. ↑  .   [2020-07-27]. （原始内容存档于2015-06-29）.
25. ↑  .   [2020-07-27]. （原始内容存档于2016-03-05）.
26. ↑  .   [2020-07-27]. （原始内容存档于2015-06-29）.
27. ↑  .   [2020-07-27]. （原始内容存档于2016-03-05）.
28. ↑  .   [2020-07-27]. （原始内容存档于2016-03-05）.
29. ↑  .   [2020-07-27]. （原始内容存档于2016-03-05）.
30. ↑  .   [2020-07-27]. （原始内容存档于2015-06-29）.
31. ↑  .   [2020-07-27]. （原始内容存档于2015-06-29）.
32. ↑  .   [2020-07-27]. （原始内容存档于2015-06-29）.
33. ↑  .   [2020-07-27]. （原始内容存档于2016-03-05）.
34. ↑  .   [2020-07-27]. （原始内容存档于2016-03-05）.
35. ↑  .   [2020-07-27]. （原始内容存档于2015-06-29）.
36. ↑  .   [2020-07-27]. （原始内容存档于2016-03-05）.
37. ↑  .   [2017-11-10]. （原始内容存档于2016-03-05）.
38. ↑  .   [2017-11-10]. （原始内容存档于2016-03-05）.
39. ↑  .   [2017-11-10]. （原始内容存档于2016-03-05）.
40. ↑  .   [2020-07-27]. （原始内容存档于2013-08-15）.
41. ↑  .   [2020-07-27]. （原始内容存档于2013-02-03）.
42. ↑  .   [2020-07-27]. （原始内容存档于2013-02-03）.
43. ↑  .   [2020-07-27]. （原始内容存档于2013-02-03）.
44. ↑  .   [2020-07-27]. （原始内容存档于2013-02-03）.
45. ↑  .   [2017-11-10]. （原始内容存档于2016-03-04）.
46. ↑  平成10年PDF
47. ↑  平成11年PDF
48. ↑  .   [2017-11-10]. （原始内容存档于2016-03-04）.
49. ↑  .   [2017-11-10]. （原始内容存档于2016-03-04）.
50. ↑  .   [2017-11-10]. （原始内容存档于2017-07-29）.
51. ↑  .   [2017-11-10]. （原始内容存档于2017-07-29）.
52. ↑  .   [2017-11-10]. （原始内容存档于2017-07-29）.
53. ↑  .   [2017-11-10]. （原始内容存档于2017-07-29）.
54. ↑  .   [2017-11-10]. （原始内容存档于2017-07-29）.
55. ↑  .   [2017-11-10]. （原始内容存档于2017-07-29）.
56. ↑  .   [2017-11-10]. （原始内容存档于2017-07-29）.
57. ↑  .   [2017-11-10]. （原始内容存档于2016-03-26）.
58. ↑  .   [2017-11-10]. （原始内容存档于2016-03-27）.
59. ↑  .   [2017-11-10]. （原始内容存档于2016-03-25）.
60. ↑  .   [2017-11-10]. （原始内容存档于2016-03-27）.
61. ↑  .   [2017-11-10]. （原始内容存档于2016-03-22）.
62. ↑  .   [2017-11-10]. （原始内容存档于2017-07-30）.
63. ↑  .   [2017-11-10]. （原始内容存档于2018-11-09）.
64. ↑  .   [2018-10-22]. （原始内容存档于2019-05-02）.
65. ↑  .   [2020-07-27]. （原始内容存档于2019-12-03）.
66. ↑  .   [2020-07-27]. （原始内容存档于2020-08-04）.

## 外部連結
- 車站資訊（大崎）：東日本旅客鐵道
- 大崎站（页面存档备份，存于） - 東京臨海高速鐵道